# Katholische Kapelle (Rolandswerth)

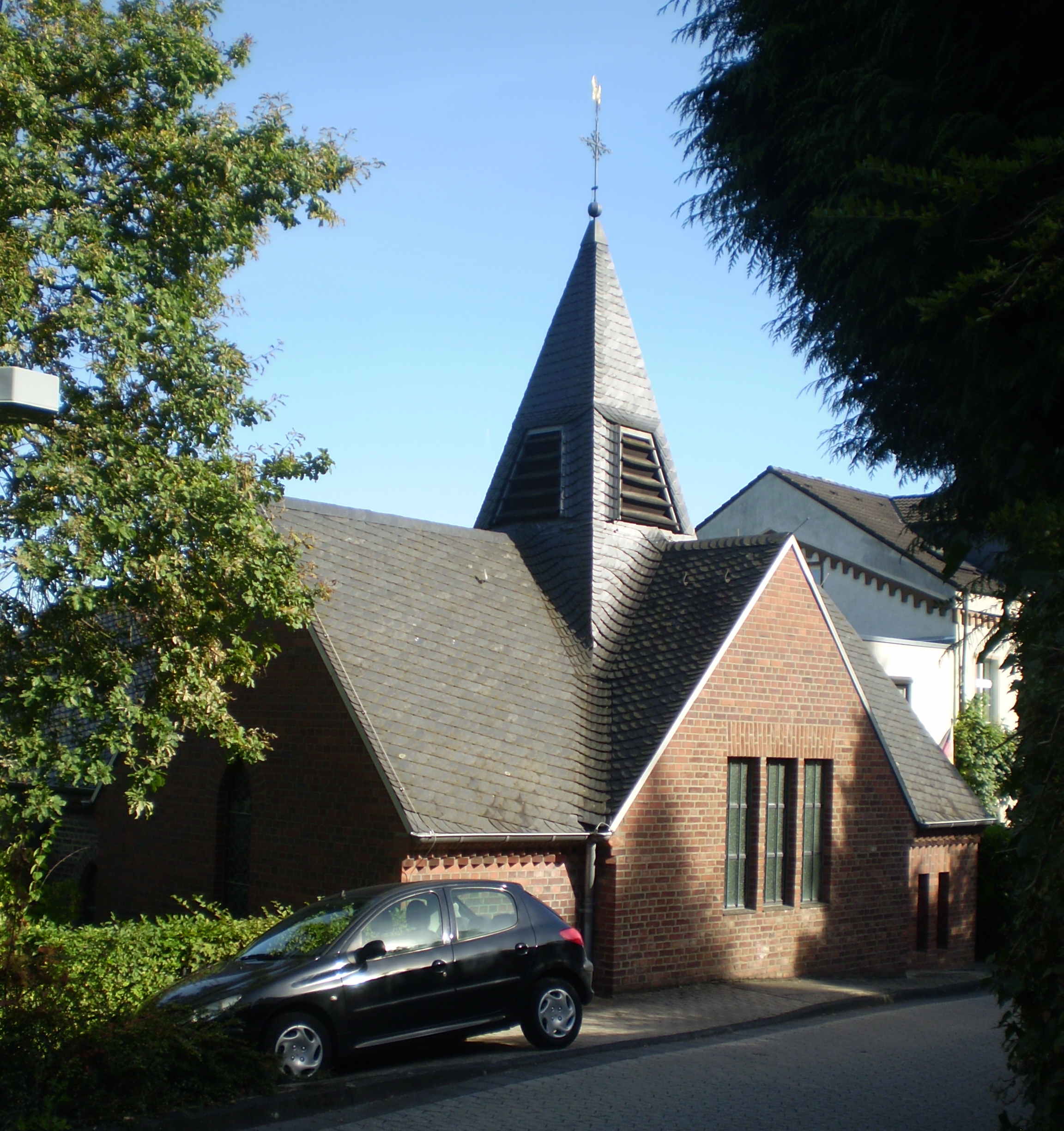
Katholische Kapelle Rolandswerth (2012)

Die katholische Kapelle Mariä Unbefleckte Empfängnis in Rolandswerth, einem Ortsteil der Stadt Remagen im rheinland-pfälzischen Landkreis Ahrweiler, ist ein Backsteinbau aus dem Jahre 1865. Sie liegt in steiler Hanglage oberhalb der linksrheinischen Eisenbahnstrecke zwischen der Brunnenstraße (Eingang) und der Straße Marienhöhe. Obwohl Rolandswerth nicht in Nordrhein-Westfalen liegt, gehört die Kapelle zur katholischen Pfarrei St. Martin und St. Severin mit Sitz in Bad Godesberg im Stadtdekanat Bonn des Erzbistums Köln.

## Geschichte
Die Kapelle entstand als Privatkapelle im Auftrag und auf dem Grundstück der Kölner Kaufleute Jakob und Ludwig Lützenkirchen, die in unmittelbarer Nachbarschaft eine Villa (Brunnenstraße 14) besaßen. 1867 schenkten sie das Bauwerk dem Erzbistum Köln, innerhalb dessen es 1932 in den Besitz der Mehlemer Pfarrei St. Severin überging. In den 1930er-Jahren erfuhr die Kapelle eine Erweiterung um ein Querhaus sowie eine Überarbeitung. Im Zuge derer wurde die Apsis 1936 nach dem Entwurf einer Schwester aus dem Kloster Nonnenwerth mit einer Christusdarstellung als Mosaik ausgestattet, die als besondere Sehenswürdigkeit der Kapelle gilt. 1985/86 erfolgte ein erneuter Umbau, der mit einer Aufstockung der Kapelle einherging.
Die Kapelle steht als Kulturdenkmal unter Denkmalschutz.